# Sirioba
Sirioba là một chi bướm đêm thuộc họ Noctuidae.